# Orobanche sinensis
Orobanche sinensis är en snyltrotsväxtart som beskrevs av Harry Sm.. Orobanche sinensis ingår i släktet snyltrötter, och familjen snyltrotsväxter. Utöver nominatformen finns också underarten O. s. cyanescens.